# Mandrake Press
 (décembre 2016).
Si vous disposez d'ouvrages ou d'articles de référence ou si vous connaissez des sites web de qualité traitant du thème abordé ici, merci de compléter l'article en donnant les références utiles à sa vérifiabilité et en les liant à la section « Notes et références ».
Mandrake Press est une maison d'édition spécialisée dans l'occultisme. La première société fut créée en 1929 par Aleister Crowley, un célèbre occultiste surnommé le « magicien noir ». Une maison d'édition ((en) Mandrake Press) a repris en 1989 l'héritage d'Aleister Crowley.